# Ильяшевка (Житомирская область)
Ильяшевка (укр. Ілляшівка) — село на Украине, находится в Емильчинском районе Житомирской области.
Код КОАТУУ — 1821787302. Население по переписи 2001 года составляет 70 человек. Почтовый индекс — 11236. Телефонный код — 4149. Занимает площадь 5,51 км².

## Адрес местного совета
11236, Житомирская область, Емильчинский р-н, с. Тайки